# Torrox
Torrox – gmina w Hiszpanii, w prowincji Malaga, w Andaluzji, o powierzchni 50,05 km². W 2011 roku gmina liczyła 18 274 mieszkańców.